# Guillermo Fariñas

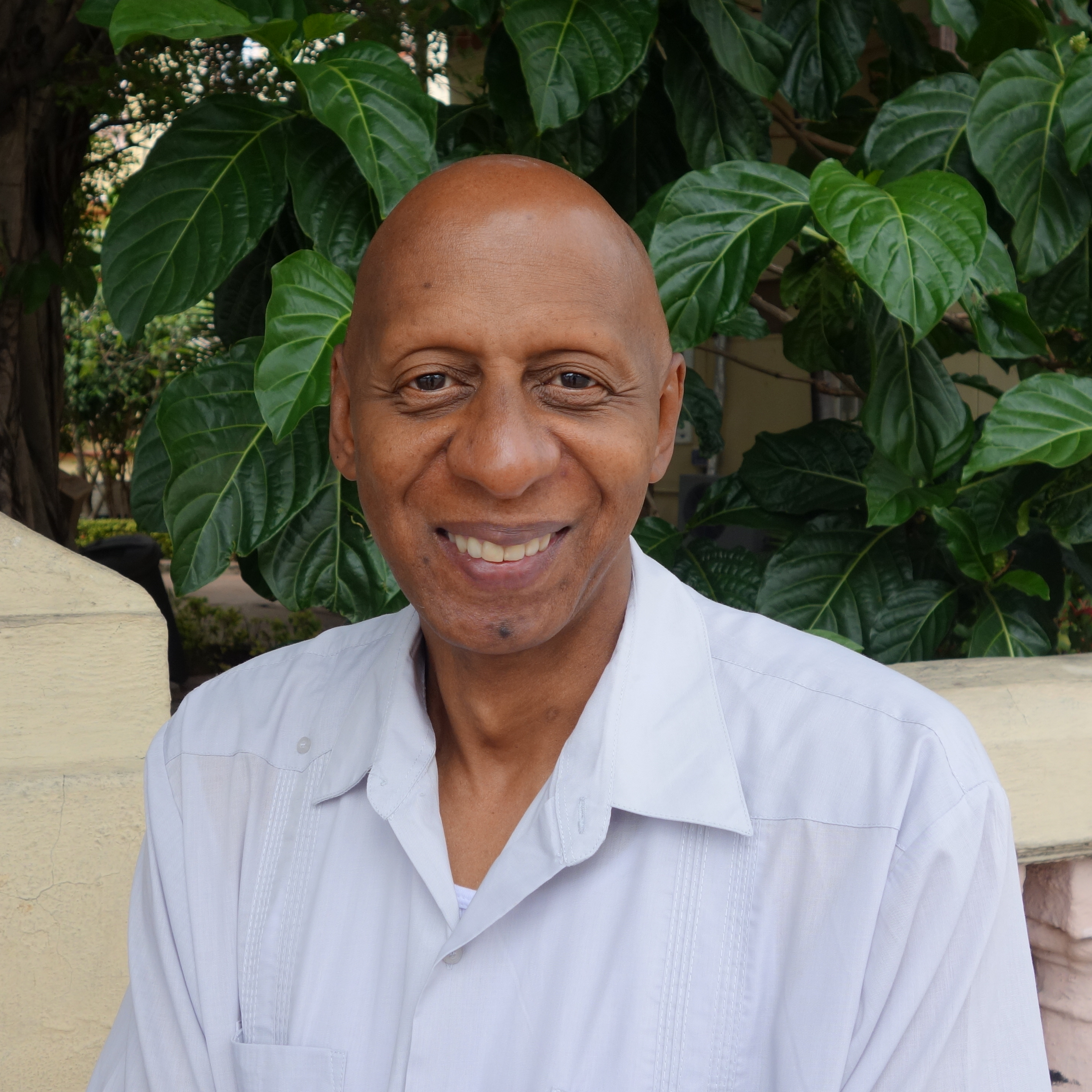
Guillermo Fariñas (2014 in Havanna)

Guillermo Fariñas Hernández (* 3. Januar 1962 in Santa Clara) ist ein kubanischer unabhängiger Journalist sowie politischer Dissident. Bekannt wurde er durch zahlreiche Hungerstreiks gegen das kubanische Regime zunächst unter Fidel Castro, später unter dessen Bruder und Nachfolger Raúl, unter deren Amtszeit Fariñas insgesamt elf Jahre als politischer Häftling im Gefängnis saß.
Internationale Aufmerksamkeit erregte vor allem der bisher vorletzte, insgesamt 135 Tage dauernde Hungerstreik vom 24. Februar bis 8. Juli 2010, mit dem er einerseits gegen den Tod des ebenfalls durch Hungerstreik gestorbenen Orlando Zapata protestieren und andererseits die Freilassung von 26 erkrankten politischen Gefangenen erreichen wollte.
Im selben Jahr erhielt Guillermo Fariñas den Sacharow-Preis für geistige Freiheit für seine Verdienste um die Menschenrechte in Kuba.

## Biographie

### Herkunft und Ausbildung
Guillermo Fariñas wurde 1962 im kubanischen Santa Clara geboren. Seine Eltern waren Anhänger der Kubanischen Revolution. Sein Vater kämpfte 1965 zusammen mit zwei Brüdern an der Seite von Che Guevara im Kongo, seine Mutter arbeitete als Krankenschwester. Fariñas wichtigste männliche Bezugsperson war sein Großvater väterlicherseits, der im Gegensatz zu seinen Söhnen antikommunistisch eingestellt war.
Fariñas, der als Teenager zunächst eine Karriere als Leistungssportler im Basketball anstrebte, wurde von seinem Vater auf eine Kadettenschule geschickt. Dort begann er eine Militärausbildung, in deren Verlauf er am kubanischen Militäreinsatz in Angola teilnahm, wo er in verschiedenen Spezialeinheiten tätig war, mehrfach verwundet wurde und zahlreiche Auszeichnungen erhielt. Als Teil der Offiziersausbildung trat er einen Spezialisierungskurs in Tambow in der damaligen Sowjetunion an, wo er jedoch infolge eines Unfalls eine bleibende Gesundheitsschädigung erlitt und deswegen 1983 seine Militärlaufbahn abbrechen musste. Anschließend begann er ein Psychologiestudium, welches er 1988 abschloss. Danach arbeitete er in einer Poliklinik und war gleichzeitig örtlicher Generalsekretär des kommunistischen Jugendverbandes UJC. Aus beiden Positionen wurde er 1989 entlassen, nachdem er an seinem Arbeitsplatz die Erschießung des Generals und Angola-Helden Arnaldo Ochoa wegen Hochverrats kritisierte.

### Haftstrafen und politische Aktivität
Fariñas selbst gibt in seiner Autobiografie an, er sei ab dieser Zeit zum Gegner der Regierung um Fidel Castro geworden. Ab 1993 arbeitete er im Kinderkrankenhaus „Pedro Borrás“ in Havanna und trat dort erstmals öffentlich in Erscheinung, als er 1993 in Anwesenheit internationaler Pressevertreter Fidel Castro persönlich gegenübertrat und ihn aufforderte, sein Versprechen zu halten, das Krankenhaus sechs Monate nach renovierungsbedingter Schließung wieder zu eröffnen. Fariñas Kollegen wählten ihn in der Folge zum Generalsekretär der (illegalen) Gewerkschaft der Angehörigen der Gesundheitsberufe. 1995 zeigte er die Klinikleitung bei der Polizei wegen Korruption und Veruntreuung von aus der Europäischen Union stammenden Spenden an. Daraufhin wurde er festgenommen und später unter anderem wegen angeblichen Waffenbesitzes zu einer Gefängnisstrafe verurteilt. In den darauf folgenden Jahren folgten weitere Verurteilungen zu Haftstrafen.
In der kubanischen Parteizeitung Granma hingegen hieß es, dass Fariñas 1995 zu drei Jahren Haft auf Bewährung verurteilt wurde, nachdem er in dem Krankenhaus, wo er arbeitete, eine Kollegin attackiert habe. Daraufhin habe er sich zu einem Opfer politischer Verfolgung hochstilisiert. 2002 wurde er als Wiederholungstäter zu fünf Jahren und zehn Monaten Haft verurteilt, nachdem er mit einem Knüppel auf einen alten Mann eingeprügelt und diesen schwer verletzt haben soll. Fariñas sei jedoch bereits 2003 aufgrund seines schlechten Gesundheitszustandes aus der Haft entlassen worden.
Im Jahr 2003 gründete Fariñas die kleine, unabhängige Nachrichtenagentur Cubanacán Press. 2009 gründete er in Santa Clara die Gruppe „Foro Antitotalitario Unido“ (Vereintes Antitotalitäres Forum, FANTU), zu deren Generalsekretär er gewählt wurde. Im Februar 2013 schloss sich das vor allem in der Westhälfte Kubas aktive FANTU mit der vor allem im Osten des Landes stark vertretenen oppositionellen Organisation „Unión Patriótica de Cuba“ (UNPACU) zusammen, deren Name übernommen wurde. In der neuen UNPACU übernahm Fariñas das Amt des Sprechers.
Mit der ersten Verhaftung 1995 begann Fariñas eine Serie von Hungerstreiks. Bis Oktober 2010 sollen es insgesamt 23 gewesen sein. Im Jahre 2006, einer der längsten, wollte er beispielsweise den freien Zugang zum Internet für die Kubaner erreichen. Der limitierte Zugang der Kubaner zum Internet bei gleichzeitiger Zensur besteht jedoch bis heute fort. Dafür wurde er 2006 von Reporter ohne Grenzen mit dem Cyber-Freedom-Prize bedacht. Im gleichen Jahr mit dem Menschenrechtspreis der Stadt Weimar ausgezeichnet.
Im November 2013 wurde Fariñas gemeinsam mit Berta Soler, Sprecherin der Damen in Weiß, von US-Präsident Barack Obama zu einem Gespräch über Kuba empfangen, als dieser sich für einen Tag in Florida aufhielt.

### Hungerstreik nach dem Tod von Orlando Zapata
Am 24. Februar 2010, einen Tag nach dem Hungerstreiktod von Orlando Zapata, begann Guillermo Fariñas seinen 23. Hungerstreik. Ziel sei, laut Interview mit der spanischen Zeitung El País, zum einen, dass die kubanische Regierung einen hohen politischen Preis für den Tod Zapatas zahle, zum zweiten die unverzügliche Freilassung zahlreicher politischer Gefangener mit schlechtem Gesundheitszustand, und drittens, falls er selbst sterben sollte, dass die Welt sehe, dass Kuba seine Oppositionellen sterben lasse und dass der Fall Orlando Zapata kein Einzelfall war. In der kubanischen Parteizeitung Granma erschien am 8. März 2010 ein Artikel, wonach sich der Staat durch den Konterrevolutionär Fariñas sowie eine durch die Interessenvertretung der USA in Kuba gesteuerte ausländische Pressekampagne nicht erpressen lassen würde, wobei auch die vorgeblichen Straftaten Fariñas’ aus Sicht des kubanischen Staates aufgezählt wurden. In ähnlicher Weise äußerte sich Staatspräsident Raúl Castro in einer vom Fernsehen übertragenen Rede zum Abschluss des Kongresses des Kommunistischen Jugendverbands UJC am 4. April 2010, als er auf die Verurteilungen Fariñas wegen gewöhnlicher Verbrechen hinwies und jegliche Verantwortung für dessen möglichen Tod ablehnte.
Aufgrund seines sich stetig verschlechternden Zustands wurde Fariña in die Universitätsklinik in seiner Heimatstadt Santa Clara verlegt. Gegen Anfang Juli 2010 schwebte Fariñas wohl in akuter Lebensgefahr, woraufhin ein weiterer Artikel in der Granma veröffentlicht wurde, wonach die Ärzte alles Menschenmögliche tun würden, Fariñas’ Leben zu retten.
Nachdem die kubanische Regierung nach Vermittlung der katholischen Kirche unter Leitung von Kardinal Jaime Ortega und der spanischen Regierung, vertreten durch Außenminister Miguel Moratinos, am 7. Juli die Freilassung von 52 politischen Gefangenen innerhalb von vier Monaten versprach und die ersten fünf von ihnen ihre Gefängnisse verlassen konnten, beendete Guillermo Fariñas seinen aktuell 135 Tage dauernden Hungerstreik.
Mitte Dezember 2010 wurde Fariñas in Abwesenheit der Sacharow-Preis für geistige Freiheit für seine Verdienste um die Menschenrechte in Kuba verliehen. Die kubanische Regierung hatte sich geweigert, ihm eine Reiseerlaubnis zur Preisverleihung nach Straßburg zu erteilen. Fariñas forderte die Europäische Union auf, an ihrer kritischen Haltung gegenüber Kuba festzuhalten und die diplomatischen Beziehungen nicht zu öffnen.
Ende Februar 2011 wurde Fariñas für 27 Stunden inhaftiert, nachdem er von seinem Dach aus Parolen gerufen hatte und an Orlando Zapata erinnerte.

### Hungerstreik nach dem Tod von Juan Wilfredo Soto
Vom 3. bis 10. Juni 2011 befand sich Fariñas erneut im Hungerstreik. Mit der 24. Protestaktion dieser Art forderte er die Bestrafung der für die Polizeischläge Verantwortlichen, die nach seiner Überzeugung den Tod des mit ihm befreundeten Oppositionellen Juan Wilfredo Soto (wie Fariñas Mitglied des „Vereinten Antitotalitären Forums“) am 7. Mai auslösten, sowie den erklärten Verzicht auf künftige Gewaltaktionen der Regierung gegen friedliche Oppositionelle. Fariñas hatte bereits am 8. Mai angekündigt (und am 19. Mai bekräftigt), mit anderen Oppositionellen ab dem 26. Juli einen gemeinsamen Hungerstreik zu beginnen, falls die Regierung bis dahin nichts zur Aufklärung der Polizeigewalt im Falle Sotos unternehme, entschied sich jedoch für eine Vorverlegung ohne Mitstreiter, nachdem der Dissident und ehemalige politische Häftling Jorge Luis Artiles Montiel seinen mit denselben Forderungen verbundenen und am 9. Mai begonnenen Hungerstreik am 3. Juni aus persönlichen Gründen abbrach. Artiles' Protest war weitgehend ohne internationale Beachtung geblieben. Die kubanische Regierung antwortete auf die Aktion des wesentlich prominenteren Fariñas bereits am 4. Juni via „Yohandry’s Weblog“, einem halboffiziellen, unter Pseudonym verfassten Blog aus Havanna, mit der Warnung, Fariñas könne möglicherweise während seines Hungerstreiks (von akuten Zuständen abgesehen) nicht wie im Vorjahr auf einer Krankenhausstation ärztlich betreut werden. Außerdem behauptete der Blog, nicht genannte Experten seien der Meinung, dass aufgrund mangelnden internationalen Medienechos ein Abbruch der Aktion nach wenigen Tagen zu erwarten sei. Seit dem 19. Mai läuft eine weltweite Unterstützungsaktion der Menschenrechtsorganisation Amnesty International, die ebenfalls eine unabhängige Untersuchung der Todesumstände Sotos fordert. Am 6. Juni erschien auf der staatlichen kubanischen Website „Cubadebate“ ein kämpferischer Meinungsartikel, in dem der Hungerstreik als vom „Frieden, der Sicherheit und alltäglichen Ruhe“ in Kuba losgelöstes Phänomen dargestellt wurde. Es handele sich dabei vielmehr um eine Waffe in einem „Medienkrieg“ gegen Kuba, für den sich neben der „Mafia von Miami, New York und New Jersey“ als Initiatorin auch die europäischen Partner der USA als Unterstützer nicht zu schade seien, wobei die deutsche Regierung im Zusammenhang des Falls Soto ausdrücklich als eine der „bedingungslos verbündeten und untertänigen NATO-Regierungen“ hervorgehoben wurde. Washington rufe seine Söldner zum „Selbstmord als Kampfmethode“ auf, um in diesem Medienkrieg Märtyrer zu produzieren. Nachdem ihn zahlreiche kubanische Oppositionelle dazu gedrängt hatten, brach er den Hungerstreik nach einer Woche am 10. Juni 2011 mit dem Hinweis ab, er tue dies, um zu verhindern, dass sich andere ehemalige politische Gefangene gegen seinen Willen seiner Aktion anschlössen, wofür er keine Verantwortung tragen wolle.

### Unterstützung der belarussischen Opposition
Des Weiteren unterstützt Fariñas die belarussische Opposition und sagte:"Das Wichtigste für einen politischen Gefangenen ist, stärker zu sein als die Gefängniswärter. Dreimal wurde ich eingesperrt. Für mich ist die Frage des Stolzes die Medaillen, die ich trage. Es ist wichtig für einen Gefangenen zu verstehen, dass sie körperlich stärker sind als du, denn es gibt viele von ihnen, sie haben Kraft und sie haben ihre Gesetze. Aber psychologisch bist du stärker als alle von ihnen, als alle Gefängniswärter – von privaten Soldaten zu Generäle und sogar Präsident Lukaschenko. Denn unsere Stärke ist, dass wir unsere Sache haben.
Eine sehr wichtige Sache für einen politischen Gefangenen ist es nie die Würde zu verlieren, nicht vorgelegt zu werden, immer ein Rebell zu bleiben und zu verbreiten was in den Gefängnissen passiert, über das Gefängnis-Regime. Und Gott wird uns immer segnen.

## Preise
- 2006: Menschenrechtspreis der Stadt Weimar
- 2006: Cyber-Freedom-Prize von Reporter ohne Grenzen
- 2010: Sacharow-Preis für geistige Freiheit des Europäischen Parlaments
- 2015: Truman-Reagan Medal of Freedom der Victims of Communism Memorial Foundation (USA)